# ميلدريد بيلي
ميلدريد بيلي (بالإنجليزية: Mildred Bailey)‏ هي عازفة الجاز ومغنية أمريكية، ولدت في 27 فبراير 1907 في تيكوا في الولايات المتحدة، وتوفيت في 12 ديسمبر 1951 في بكبسي في الولايات المتحدة بسبب السكري.

## وصلات خارجية
- ميلدريد بيلي على موقع IMDb (الإنجليزية)
- ميلدريد بيلي على موقع الموسوعة البريطانية (الإنجليزية)
- ميلدريد بيلي على موقع ميوزك برينز (الإنجليزية)
- ميلدريد بيلي على موقع أول ميوزيك (الإنجليزية)
- ميلدريد بيلي على موقع ديسكوغز (الإنجليزية)